# Tsaghkunk'
Tsaghkunk' (armeniska: Tsaghkunk’) är en ort i Armenien.   Den ligger i provinsen Armavir, i den västra delen av landet, 21 kilometer väster om huvudstaden Jerevan. Tsaghkunk' ligger 884 meter över havet och antalet invånare är 1 089.
Terrängen runt Tsaghkunk' är platt söderut, men norrut är den kuperad. Terrängen runt Tsaghkunk' sluttar söderut. Runt Tsaghkunk' är det ganska tätbefolkat, med 230 invånare per kvadratkilometer.. Närmaste större samhälle är Etjmiadzin, 2,7 kilometer sydost om Tsaghkunk'.
Trakten runt Tsaghkunk' består i huvudsak av gräsmarker.